# فرودگاه آبی استونی رپیدز
فرودگاه آبی استونی رپیدز (به انگلیسی: Stony Rapids Water Aerodrome) یک فرودگاه همگانی است که یک باند فرود آب دارد. این فرودگاه در کشور کانادا قرار دارد و در ارتفاع ۲۰۹ متری از سطح دریا واقع شده است.